# Santiago Yosondúa
Santiago Yosondúa là một đô thị thuộc bang Oaxaca, México. Năm 2005, dân số của đô thị này là 7197 người.